# NGC 3311
NGC 3311 је елиптична галаксија у сазвежђу Хидра која се налази на NGC листи објеката дубоког неба.
Деклинација објекта је - 27° 31' 43" а ректасцензија 10h 36m 42,7s. Привидна величина (магнитуда) објекта NGC 3311 износи 11,6 а фотографска магнитуда 12,6. Налази се на удаљености од 49,300 милиона парсека од Сунца. NGC 3311 је још познат и под ознакама ESO 501-38, MCG -4-25-36, AM 1034-271, PGC 31478.